# Sandoz
Sandoz là một công ty thuốc gốc thuộc Novartis, được thành lập vào năm 2003, Sandoz là một công ty dược phẩm đa quốc gia. Công ty này phát triển, sản xuất và kinh doanh thuốc gốc cũng như các thành phần hoạt chất dược phẩm và công nghệ sinh học.
Sandoz có doanh số bán hàng trong năm 2010 đạt mức 8,5 tỷ đô la Mỹ. Hãng sử dụng hơn 23.000 nhân công ở 130 quốc gia. Trụ sở chính của hãng đóng ở Holzkirchen, Đức, gần phía nam của Munich. Các công lớn nhất đóng ở Broomfield, Colorado, Cambé, Kalwe, Kundl, Ljubljana, Gebze, Magdeburg, Stryków, Princeton, New Jersey, và Wilson, Bắc Carolina.
Trước khi sáp nhập năm 1996 với Ciba-Geigy để hình thành Novartis, Công ty Dược phẩm Sandoz là một dược công ty có trụ sở tại Basle, Thụy Sĩ (như Ciba-Geigy), và được biết đến với việc phát triển các loại thuốc như Sandimmune cấy ghép nội tạng, chống loạn thần Clozaril, Mellaril viên nén và Serentil Viên nén để điều trị rối loạn tâm thần, Cafergot viên nén và thuốc đạn Torecan để điều trị chứng đau nửa đầu.